# 인예순덕왕후
인예순덕왕태후(仁睿順德王太后, ? ~ 1092년 10월 5일(음력 9월 2일))는 고려 제11대 왕 문종의 왕비이다. 성은 이씨(李氏)이며 본관은 인주(仁州)이다. 중서령 이자연의 딸로, 처음에는 납비되어 연덕궁주(延德宮主)에 봉해졌다가 문종 6년(1052년)에 왕비로 책봉되었다. 선종 3년(1086년)에 태후가 되었다. 평소 불교를 숭상하였던 그녀는 1089년에는 국청사(國淸寺)를 창건했다. 선종 9년(1092년)에 서경(西京)에서 세상을 떠나 대릉(戴陵)에 장사를 지냈다.
문종과의 사이에서 선종, 숙종, 의천, 적경궁주 등 10남 2녀를 두었다. 시호는 인예(仁睿)이다.

## 왕후 책문
고려사 열전 제1권 후비1 인예순덕태후 편 중에서

“임금의 교화로[王化] 나라를 일으킬 때에는 먼저 관저(關雎)의 뜻을 이야기하여야 하며 여인이 으뜸가는 배필(配匹)이 되고자 한다면 참으로 신마(神馬)의 점지를 받들어야 한다. 대개 음양[二儀]이 차례를 돈독히 하고 사덕(四德)이 밝게 드러나게 되는 까닭이니, 〈임금이〉 역사[簡編]에 길이 빛나려면 현숙(賢淑)한 후비를 간택(揀擇)하는 것을 우선해야 한다. 어찌 지나간 규범[前修]을 따라 특별한 총애[殊寵]를 나타내지 않으리? 아아! 그대 연덕궁주 이씨는 아름다움을 머금고 온순함을 지녔으며 품성(品性)을 꾸미는 데 어그러짐이 없었다. 옥의(玉衣)를 덮어주듯 일찍이 아름다운 상서(祥瑞)를 받았으며, 궁중[金屋]에 들어와서는 어둠 속에서 〈길을〉 찾아가는 것을 밝게 도왔다. 이에 오가(五可)를 거느렸다는 칭송을 받고 와서는 육궁(六宮)의 경사를 넓혔으니 갈담(葛覃)의 노래는 화목(和睦)한 데서 더욱 드러나고, 난몽(蘭夢)의 징조는 자손이 번창하는[蕃衍] 데서 뚜렷이 빛난다. 베를 짜는[組紃] 오묘한 이치를 잡음으로써 공강(共姜)을 마음속으로 우러러 사모하였고 규방[閨壺]의 제도를 지킴으로써 태사(太姒)와 나란히 되기를 생각하였다. 그 큰 아름다움을 돌아보면 정식으로 책봉함을 마땅히 보여야 하리니, 드디어 높은 이름[鶠銜]을 내리도록 명하여 왕후의 옷[翟服]을 입는 영광을 더하려고 한다. 이제 아무 관직에 있는 아무개를 보내 부절(符節)을 잡고 예를 갖추어 왕비로 책봉하도록 명한다. 아아! 후비의 직책은 나라가 으뜸으로 여기는 바이니, 옛날 하(夏)를 도운 〈도산씨(塗山氏)의〉 남은 향기를 본받아 여인의 규범[柔規]에 힘쓰고, 은(殷)을 빛낸 〈유신씨(有莘氏)의〉 전해진 아름다움에 힘써 역사[彤史]에 길이 남도록 하라. 길이 아름다움을 누리고 이 가르침을 잊지 말 것이로다.”<문종 6년 음력 2월 2일(1052년 3월 5일)>

## 가족 관계
- 아버지 : 경원군개국공 장화공 이자연(慶源郡開國公 章和公 李子淵, 1003~1061)
- 어머니 : 계림국대부인 경주 김씨(鷄林國大夫人 慶州 金氏)-김인위(金因渭)의 딸
  - 자매 : 문종 제3비 인경현비 이씨(仁敬賢妃 李氏)
  - 자매 : 문종 제4비 인절현비 이씨(仁節賢妃 李氏, ?~1082[2])
  - 형제 : 이석(李碩, 생몰년 미상)
  - 형제 : 수사공 경원군개국백 상주국 이호(守司空 慶源郡開國伯 上柱國 李顥, 생몰년 미상)
  - 형제 : 문하시중 정헌공 이정(門下侍中 貞憲公 李頲, 1025~1077)
- 시아버지 : 제8대 현종 원문대왕(顯宗 元文大王, 992~1031 재위: 1009~1031)
- 시어머니 : 원혜태후 김씨(元惠太后 金氏, ?~1022)
  - 남편 : 제11대 문종 인효대왕(文宗 仁孝大王, 1019~1083 재위:1046~1083)
    - 장남 : 순종 선혜대왕(順宗 宣惠大王, 1047~1083 재위: 1083)
    - 차남 : 선종 사효대왕(宣宗 思孝大王, 1049~1094 재위: 1083년~1094)
    - 3남 : 숙종 명효대왕(肅宗 明孝大王, 1054~1105 재위: 1095~1105)
    - 4남 : 의천 대각국사 왕후(義天 大覺國師 王煦, 1055~1101)
    - 5남 : 상안공 왕수(常安公 王琇, ?~1095)
    - 6남 : 도생승통 왕탱(道生僧統 王竀)
    - 7남 : 금관후 왕비(金官侯 王?, ?~1092)
    - 8남 : 변한후 왕음(卞韓侯 王愔, ?~1086)
    - 9남 : 낙랑후 왕침(樂浪侯 王忱, ?~1083)
    - 10남 : 총혜수좌 왕경(聰惠首座 王璟)
    - 딸 : 적경궁주(積慶宮主)
    - 부마 겸 이복아들 : 인경현비 이씨(仁敬賢妃 李氏)의 아들 부여공 왕수(扶餘公 王燧, ?~1112)
    - 딸 : 경순 보령궁주(慶順 保寧宮主, ?~1113)
    - 부마 : 평양공 기(平壤公 基, 1021~1069)의 아들 낙랑공 왕영(樂浪公 王瑛, 1043~1112)